# Sleepy Floyd
Eric Augustus “Sleepy” Floyd (Gastonia, Carolina del Norte, 6 de marzo de 1960) es un exjugador de baloncesto estadounidense que disputó 13 temporadas en la NBA. Con 1,91 metros de estatura, su puesto era el de base. Su apodo, "Sleepy" (adormilado) se debe a la pronunciada caída de sus párpados, que le daban un aspecto de estar dormido.

## Trayectoria deportiva

### Universidad
Jugó durante cuatro temporadas con los Hoyas de la Universidad de Georgetown, en las que promedió 17,7 puntos, 3,7 rebotes y 2,7 asistencias por partido. En su segunda temporada anotó el 56% de sus lanzamientos a canasta, convirtiéndose en el mejor jugador de la historia de Georgetown en ese aspecto.

### Profesional
Fue elegido en la decimotercera posición del Draft de la NBA de 1982 por New Jersey Nets, pero tras un flojo comienzo fue traspasado mediada la temporada a Golden State Warriors, donde dio un giro a su juego, acabando su primera temporada completa con 16,8 puntos de promedio. Sus medias de 18,8 puntos y 10,3 asistencias dos temporadas después le hicieron ganarse un puesto en el All-Star Game de 1987. En diciembre de ese mismo año fue traspasado junto con Joe Barry Carroll a Houston Rockets, a cambio de  Ralph Sampson y Steve Harris. Allí jugó durante 5 temporadas y media, antes de firmar como agente libre por San Antonio Spurs en 1993. Tras una floja temporada con los Spurs, regresó a New Jersey, donde disputó su última temporada como profesional.
Su gran momento se produjo en los Playoffs de la NBA de 1987, en unas semifinales de la Conferencia Oeste ante Los Angeles Lakers. En el último cuarto del 4.º partido consiguió anotar 12 lanzamientos consecutivos, consiguiendo de una tacada los récords NBA aún vigentes de más puntos en un cuarto de playoffs (29) y de una mitad (39). Acabó el partido con 51 puntos, estando considerado por la NBA como uno de los mejores 60 momentos de la historia de los playoffs.
Se retiró con 34 años, en 1995, promediando 12,8 puntos y 5,4 asistencias en sus 13 temporadas en la NBA.

## Estadísticas de su carrera en la NBA

### Temporada regular
| Año      | Equipo       | PJ  | PT  | MPP  | %TC  | %3P  | %TL  | RPP | APP  | ROB | TPP | PPP  |
| -------- | ------------ | --- | --- | ---- | ---- | ---- | ---- | --- | ---- | --- | --- | ---- |
| 1982-83  | New Jersey   | 43  | 6   | 11.5 | .426 | .286 | .844 | 1.0 | 1.6  | .4  | .2  | 5.3  |
| 1982-83  | Golden State | 33  | 11  | 22.8 | .431 | .545 | .830 | 2.9 | 2.2  | 1.2 | .2  | 11.7 |
| 1983-84  | Golden State | 77  | 73  | 33.2 | .463 | .178 | .816 | 3.5 | 3.5  | 1.3 | .4  | 16.8 |
| 1984-85  | Golden State | 82  | 82  | 35.0 | .445 | .294 | .810 | 2.5 | 5.0  | 1.6 | .5  | 19.5 |
| 1985-86  | Golden State | 82  | 82  | 33.7 | .506 | .328 | .796 | 3.6 | 9.1  | 1.9 | .2  | 17.2 |
| 1986-87  | Golden State | 82  | 82  | 37.4 | .488 | .384 | .860 | 3.3 | 10.3 | 1.8 | .2  | 18.8 |
| 1987-88  | Golden State | 18  | 18  | 37.8 | .439 | .050 | .835 | 5.1 | 9.9  | 1.5 | .1  | 21.2 |
| 1987-88  | Houston      | 59  | 55  | 31.1 | .431 | .250 | .860 | 3.5 | 6.2  | 1.2 | .2  | 13.1 |
| 1988-89  | Houston      | 82  | 82  | 34.0 | .443 | .373 | .845 | 3.7 | 8.6  | 1.5 | .1  | 14.2 |
| 1989-90  | Houston      | 82  | 73  | 32.1 | .451 | .380 | .806 | 2.4 | 7.3  | 1.1 | .1  | 12.2 |
| 1990-91  | Houston      | 82  | 4   | 22.6 | .411 | .273 | .752 | 1.9 | 3.9  | 1.2 | .2  | 12.3 |
| 1991-92  | Houston      | 82  | 3   | 20.3 | .406 | .301 | .794 | 1.8 | 2.9  | .7  | .3  | 9.1  |
| 1992-93  | Houston      | 52  | 10  | 16.7 | .407 | .286 | .794 | 1.7 | 2.5  | .6  | .1  | 6.6  |
| 1993-94  | San Antonio  | 53  | 2   | 13.9 | .335 | .222 | .667 | 1.3 | 1.9  | .2  | .2  | 3.8  |
| 1994-95  | New Jersey   | 48  | 1   | 17.3 | .335 | .284 | .698 | 1.1 | 2.6  | .3  | .1  | 4.1  |
| Total    | Total        | 957 | 584 | 27.6 | .444 | .324 | .815 | 2.6 | 5.4  | 1.2 | .2  | 12.8 |
| All-Star | All-Star     | 1   | 0   | 19.0 | .571 | .333 | .714 | 5.0 | 1.0  | 1.0 | .0  | 14.0 |

### Playoffs
| Año   | Equipo       | PJ | PT | MPP  | %TC  | %3P  | %TL  | RPP | APP  | ROB | TPP | PPP  |
| ----- | ------------ | -- | -- | ---- | ---- | ---- | ---- | --- | ---- | --- | --- | ---- |
| 1987  | Golden State | 10 | 10 | 41.4 | .507 | .464 | .922 | 3.0 | 10.2 | 1.8 | .2  | 21.4 |
| 1988  | Houston      | 4  | 4  | 38.5 | .426 | .500 | .864 | 1.8 | 8.5  | 2.0 | .0  | 18.8 |
| 1989  | Houston      | 4  | 4  | 40.0 | .478 | .533 | .714 | 4.5 | 6.5  | 2.0 | .3  | 15.5 |
| 1990  | Houston      | 4  | 4  | 43.0 | .469 | .250 | .647 | 3.8 | 10.3 | 1.3 | .3  | 18.5 |
| 1991  | Houston      | 3  | 0  | 13.7 | .333 | .000 | –    | .7  | 2.3  | .7  | .3  | 5.3  |
| 1993  | Houston      | 7  | 0  | 8.6  | .316 | .333 | .700 | .6  | 1.1  | .3  | .0  | 2.9  |
| 1994  | San Antonio  | 4  | 0  | 9.3  | .250 | –    | .500 | .3  | .3   | .0  | .0  | 1.5  |
| Total | Total        | 36 | 22 | 28.8 | .457 | .414 | .814 | 2.1 | 6.1  | 1.2 | .1  | 13.0 |